# نووینکا (آستراخان)
نووینکا (به لاتین: Novinka) یک منطقهٔ مسکونی در روسیه است که در استان آستراخان واقع شده‌است.